# Henricia tumida
Henricia tumida is een zeester uit de familie Echinasteridae.
De wetenschappelijke naam van de soort werd in 1914 gepubliceerd door Addison Emery Verrill.